# Ville-aux-Prés
Ville-aux-Prés est une ancienne commune française de Meurthe-et-Moselle en région Grand Est. Elle est intégrée à la commune de Ville-sur-Yron depuis 1810.

## Histoire
Mentionné sous le nom de Vile lou prei en 1252, ce village dépendait de la province du Barrois au XVIIIe siècle.
La commune de Ville-aux-Prés est réunie à celle de Ville-sur-Yron par décret du 8 novembre 1810.

## Démographie
| 1793 | 1800 | 1806 |
| ---- | ---- | ---- |
| 212  | 206  | 227  |

## Politique et administration
Sous la Révolution, les maires sont d'abord élus. Puis et pendant longtemps, ils seront nommés de 1800 à 1884. 
Joseph Mangin est nommé maire de la commune de la Ville-aux-Prés par le préfet le 1er janvier 1808 jusqu'à la fusion avec la commune de Ville-sur-Yron en 1810
.

## Lieux et monuments
- Château de la Grange-le-Châtelet. Ancien château relevant de la prévôté de Briey, paroisse de Ville-sur-Yron et communauté de Ville-aux-Prés. Ce qui restait de l'ancien château aurait été démoli vers 1850. Le site est occupé par une nouvelle ferme édifiée au XIXe siècle.
- Chapelle oratoire